# Puchar EHF piłkarzy ręcznych 2019/2020 – rundy kwalifikacyjne

## Format
Trzy rundy kwalifikacyjne Pucharu EHF mają na celu wyłonienie 16 drużyn, które toczyć będą rozgrywki w fazie grupowej.

## Drużyny uczestniczące
| Pierwsza runda kwalifikacyjna | Pierwsza runda kwalifikacyjna | Pierwsza runda kwalifikacyjna | Pierwsza runda kwalifikacyjna |
| ----------------------------- | ----------------------------- | ----------------------------- | ----------------------------- |
| RK Dubrava                    | RD Riko Ribnica               | HCM Constanța                 | Maccabi Riszon le-Cijjon      |
| Haukar Hafnarfjörður          | Spartak Moskwa                | Talent Pilzno                 | ZTR Zaporoże                  |
| RK Vojvodina                  | Achilles Bocholt              | Olympiakos SFP Pireus         | Alpla HC Hard                 |
| HV KRAS/Volendam              | KH Besa Famiglia              | Handball Esch                 | Beşiktaş JK                   |
| SERVITI Põlva                 | Dragūnas Kłajpeda             | SSV Bozen                     | London GD Handball Club       |
| BSB Batumi                    | RK Lovćen                     | RK Borac Banja Luka           | Swieqi Phoenix HC             |
| RK Metaloplastika             | HC Visé BM                    | CIP Travel Antalyaspor A.Ş.   | RK Poreč                      |
| HK Malmö                      | Pfadi Winterthur              | Haukar Hafnarfjörður          | SG Handball West Wien         |
| Druga runda kwalifikacyjna    |                               |                               |                               |
| NMC Górnik Zabrze             | RK Gorenje Velenje            | SCM Politehnica Timișoara     | Wacker Thun                   |
| SKA Mińsk                     | Hapoel Riszon le-Cijjon       | ØIF Arendal                   | UMF Selfoss                   |
| RK Butel Skopje               | PAUC Handball                 | Skjern Håndbold               | CB Ademar León                |
| Csurgói KK                    | Azoty-Puławy                  | RK Pelister                   | SL Benfica                    |
| Trzecia runda kwalifikacyjna  |                               |                               |                               |
| SC Magdeburg                  | Rhein-Neckar Löwen            | Chambéry Savoie Handball      | MT Melsungen                  |
| HBC Nantes                    | Bjerringbro-Silkeborg         | BM Ciudad Encantada           | Grundfos Tatabánya KC         |
| Gwardia Opole                 | RK Metalurg Skopje            | Füchse Berlin                 | USAM Nîmes Gard               |
| Team Tvis Holstebro           | Naturhouse La Rioja           | Balatonfüredi KSE             | RK Nexe Našice                |

## Losowanie
Losowanie pierwszej i drugiej rundy kwalifikacyjnej odbyło się 16 lipca 2019 w Wiedniu, losowanie trzeciej rundy kwalifikacyjnej odbyło się 15 października 2019.

### Pierwsza runda kwalifikacyjna
Rozstawionymi zespołami w losowaniu będzie pierwszych 16 drużyn z zestawienia EHF uczestniczących w pierwszej rundzie kwalifikacyjnej i w toku losowania zostaną połączone w pary z pozostałymi 16 drużynami.
| Drużyna 1                            | Wynik dwumeczu | Drużyna 2               | Pierwszy mecz | Drugi mecz |
| ------------------------------------ | -------------- | ----------------------- | ------------- | ---------- |
| KH Besa Famiglia                     | 54:67          | Pfadi Winterthur        | 24:33         | 30:34      |
| Olympiakos SFP Pireus                | 60:46          | RK Borac Banja Luka     | 30:21         | 30:25      |
| HK Malmö                             | 61:52          | Spartak Moskwa          | 31:23         | 30:29      |
| Maccabi Riszon le-Cijjon             | 57:48          | Dragūnas Kłajpeda       | 34:28         | 23:20      |
| RK Poreč                             | 60:51          | HV KRAS/Volendam        | 29:23         | 31:28      |
| HC Visé BM                           | 48:56          | Haukar Hafnarfjörður    | 27:27         | 21:29      |
| RD Riko Ribnica                      | 59:48          | SERVITI Põlva           | 32:22         | 27:26      |
| ZTR Zaporoże                         | 78:34          | London GD Handball Club | 39:20         | 39:14      |
| CIP Travel Antalyaspor A.Ş.          | 40:53          | HCM Constanța           | 24:24         | 16:29      |
| SSV Bozen                            | 50:51          | Alpla HC Hard           | 24:23         | 26:28      |
| Beşiktaş JK                          | 49:49          | RK Metaloplastika       | 25:25         | 24:24      |
| Haukar Hafnarfjörður                 | 45:51          | Talent Pilzno           | 20:25         | 25:26      |
| Achilles Bocholt                     | 48:47          | SG Handball West Wien   | 26:22         | 22:25      |
| Handball Esch                        | 80:38          | BSB Batumi              | 38:16         | 42:22      |
| RK Vojvodina                         | 79:52          | RK Lovćen               | 38:23         | 41:29      |
| RK Dubrava                           | 81:43          | Swieqi Phoenix HC       | 45:22         | 36:21      |
| Po lewej gospodarz pierwszego meczu. |                |                         |               |            |

W dwumeczu Beşiktaş JK z RK Metaloplastika wystąpił remis, awans wywalczył zespół, które strzelił więcej bramek na wyjeździe.

#### Wyniki
| 30 sierpnia 201919:00 | Beşiktaş JK                 | 25:25(11:11) | RK Metaloplastika                 | Recep Şahin Köktürk Spor Kompleksi, Beykoz/Stambuł Widzów: 500 Sędzia: Ivars Čerņavskis Edmunds Bogdanovs |
| 30 sierpnia 201919:00 | Onur Ersin 6 Ramazan Döne 6 | 25:25(11:11) | 6 Viktor Matičić 6 Aleksa Kljajić | Recep Şahin Köktürk Spor Kompleksi, Beykoz/Stambuł Widzów: 500 Sędzia: Ivars Čerņavskis Edmunds Bogdanovs |
| 30 sierpnia 201919:00 | 4× · 2×                     | 25:25(11:11) | 1× · 2×                           | Recep Şahin Köktürk Spor Kompleksi, Beykoz/Stambuł Widzów: 500 Sędzia: Ivars Čerņavskis Edmunds Bogdanovs |

| 31 sierpnia 201917:00 | RK Metaloplastika    | 24:24(14:11) | Beşiktaş JK    | Recep Şahin Köktürk Spor Kompleksi, Beykoz/Stambuł Widzów: 500 Sędzia: Ivars Čerņavskis Edmunds Bogdanovs |
| 31 sierpnia 201917:00 | Strahinja Petrović 5 | 24:24(14:11) | 5 Ramazan Döne | Recep Şahin Köktürk Spor Kompleksi, Beykoz/Stambuł Widzów: 500 Sędzia: Ivars Čerņavskis Edmunds Bogdanovs |
| 31 sierpnia 201917:00 | 3× · 2×              | 24:24(14:11) | 3× · 2×        | Recep Şahin Köktürk Spor Kompleksi, Beykoz/Stambuł Widzów: 500 Sędzia: Ivars Čerņavskis Edmunds Bogdanovs |

| 31 sierpnia 201919:00 | Olympiakos SFP Pireus | 30:21(12:11) | RK Borac Banja Luka | Melina Merkouri Rentis, Pireus Widzów: 400 Sędzia: Emil Aghakishi Ernest Aghakishi |
| 31 sierpnia 201919:00 | Dimitrios Tziras 8    | 30:21(12:11) | 8 Milan Dakić       | Melina Merkouri Rentis, Pireus Widzów: 400 Sędzia: Emil Aghakishi Ernest Aghakishi |
| 31 sierpnia 201919:00 | 7× · 2×               | 30:21(12:11) | 4× · 1×             | Melina Merkouri Rentis, Pireus Widzów: 400 Sędzia: Emil Aghakishi Ernest Aghakishi |

| 31 sierpnia 201919:00 | SSV Bozen                                                             | 24:23(10:11) | Alpla HC Hard  | PalaResia, Bolzano Widzów: 500 Sędzia: Eshref Beqiri Ilir Krasniqi |
| 31 sierpnia 201919:00 | Ratko Starcevic 5 Martin Sonnerer 5 Mario Šporčić 5 Damir Halilović 5 | 24:23(10:11) | 7 Luca Raschle | PalaResia, Bolzano Widzów: 500 Sędzia: Eshref Beqiri Ilir Krasniqi |
| 31 sierpnia 201919:00 | 3× · 3×                                                               | 24:23(10:11) | 5× · 2×        | PalaResia, Bolzano Widzów: 500 Sędzia: Eshref Beqiri Ilir Krasniqi |

| 31 sierpnia 201919:00 | Handball Esch                   | 38:16(17:5) | BSB Batumi         | Hall Omnisports Henri Schmitz, Esch-sur-Alzette Widzów: 200 Sędzia: Jakub Jerlecki Maciej Łabuń |
| 31 sierpnia 201919:00 | Moritz Barkow 7 Martin Petiot 7 | 38:16(17:5) | 4 Irakli Gogoladze | Hall Omnisports Henri Schmitz, Esch-sur-Alzette Widzów: 200 Sędzia: Jakub Jerlecki Maciej Łabuń |
| 31 sierpnia 201919:00 | 2× · 3×                         | 38:16(17:5) | 2× · 2×            | Hall Omnisports Henri Schmitz, Esch-sur-Alzette Widzów: 200 Sędzia: Jakub Jerlecki Maciej Łabuń |

| 31 sierpnia 201920:00 | RD Riko Ribnica | 32:22(15:10) | SERVITI Põlva    | Športni center, Ribnica Widzów: 470 Sędzia: Daniel Accoto Martins Roberto Accoto Martins |
| 31 sierpnia 201920:00 | Jan Pucelj 8    | 32:22(15:10) | 7 Henri Sillaste | Športni center, Ribnica Widzów: 470 Sędzia: Daniel Accoto Martins Roberto Accoto Martins |
| 31 sierpnia 201920:00 | 4× · 3×         | 32:22(15:10) | 3×               | Športni center, Ribnica Widzów: 470 Sędzia: Daniel Accoto Martins Roberto Accoto Martins |

| 31 sierpnia 201920:15 | Achilles Bocholt                                      | 26:22(12:10) | SG Handball West Wien | Sporthal De Damburg, Bocholt Widzów: 600 Sędzia: Gytis Šniurevičius Andrius Grigalionis |
| 31 sierpnia 201920:15 | Brecht Wertelaers 7 Serge Spooren 7 Damian Kedziora 7 | 26:22(12:10) | 11 Julian Pratschner  | Sporthal De Damburg, Bocholt Widzów: 600 Sędzia: Gytis Šniurevičius Andrius Grigalionis |
| 31 sierpnia 201920:15 | 6× · 1×                                               | 26:22(12:10) | 6× · 1×               | Sporthal De Damburg, Bocholt Widzów: 600 Sędzia: Gytis Šniurevičius Andrius Grigalionis |

| 1 września 201916:00 | HC Visé BM                      | 27:27(15:12) | Haukar Hafnarfjörður  | Hall Omnisports, Visé Widzów: 500 Sędzia: Andrés Rosendo López Sergio Rodríguez Estévez |
| 1 września 201916:00 | Benjamin Danesi 5 Sérgio Rola 5 | 27:27(15:12) | 6 Ásbjörn Friðriksson | Hall Omnisports, Visé Widzów: 500 Sędzia: Andrés Rosendo López Sergio Rodríguez Estévez |
| 1 września 201916:00 | 5× · 2×                         | 27:27(15:12) | 3× · 2×               | Hall Omnisports, Visé Widzów: 500 Sędzia: Andrés Rosendo López Sergio Rodríguez Estévez |

| 1 września 201916:30 | HK Malmö                              | 31:23(16:12) | Spartak Moskwa   | Baltiska Hallen, Malmö Widzów: 250 Sędzia: Jan Erik Leandersson Mikael Lindroos |
| 1 września 201916:30 | Hampus Olsson 6 John Viktor Östlund 6 | 31:23(16:12) | 5 Igor Radojević | Baltiska Hallen, Malmö Widzów: 250 Sędzia: Jan Erik Leandersson Mikael Lindroos |
| 1 września 201916:30 | 6× · 1× · 1×                          | 31:23(16:12) | 4× · 3×          | Baltiska Hallen, Malmö Widzów: 250 Sędzia: Jan Erik Leandersson Mikael Lindroos |

| 1 września 201917:00 | CIP Travel Antalyaspor A.Ş. | 24:24(13:11) | HCM Constanța     | Süleyman Evcilmen Spor ve Sergi Salonu, Antalya Widzów: 800 Sędzia: Erdoan Vitaku Arsim Vitaku |
| 1 września 201917:00 | Savaş Beyhan 7              | 24:24(13:11) | 8 Dejan Malinović | Süleyman Evcilmen Spor ve Sergi Salonu, Antalya Widzów: 800 Sędzia: Erdoan Vitaku Arsim Vitaku |
| 1 września 201917:00 | 3× · 3×                     | 24:24(13:11) | 4× · 4×           | Süleyman Evcilmen Spor ve Sergi Salonu, Antalya Widzów: 800 Sędzia: Erdoan Vitaku Arsim Vitaku |

| 1 września 201918:00 | Haukar Hafnarfjörður  | 20:25(7:13) | Talent Pilzno | Ithrottamidstod, Haukar Widzów: 700 Sędzia: Maike Merz Tanja Schilha |
| 1 września 201918:00 | Adam Haukur Baumruk 6 | 20:25(7:13) | 7 Jakub Tonar | Ithrottamidstod, Haukar Widzów: 700 Sędzia: Maike Merz Tanja Schilha |
| 1 września 201918:00 | 5× · 2×               | 20:25(7:13) | 5× · 2×       | Ithrottamidstod, Haukar Widzów: 700 Sędzia: Maike Merz Tanja Schilha |

| 1 września 201918:00 | BSB Batumi        | 22:42(9:20) | Handball Esch   | Hall Omnisports Henri Schmitz, Esch-sur-Alzette Widzów: 200 Sędzia: Jakub Jerlecki Maciej Łabuń |
| 1 września 201918:00 | Giorgi Tielidze 7 | 22:42(9:20) | 6 Martin Müller | Hall Omnisports Henri Schmitz, Esch-sur-Alzette Widzów: 200 Sędzia: Jakub Jerlecki Maciej Łabuń |
| 1 września 201918:00 | 2× · 1×           | 22:42(9:20) | 2× · 2×         | Hall Omnisports Henri Schmitz, Esch-sur-Alzette Widzów: 200 Sędzia: Jakub Jerlecki Maciej Łabuń |

| 1 września 201920:00 | RK Poreč      | 29:23(15:11) | HV KRAS/Volendam | SRC Veli Jože, Poreč Widzów: 400 Sędzia: Michalis Tzaferopoulos Andreas Bethmann |
| 1 września 201920:00 | Marin Sakić 7 | 29:23(15:11) | 6 Erik Blaauw    | SRC Veli Jože, Poreč Widzów: 400 Sędzia: Michalis Tzaferopoulos Andreas Bethmann |
| 1 września 201920:00 | 5× · 3×       | 29:23(15:11) | 6× · 3×          | SRC Veli Jože, Poreč Widzów: 400 Sędzia: Michalis Tzaferopoulos Andreas Bethmann |

| 7 września 201915:30 | HV KRAS/Volendam | 28:31(14:17) | RK Poreč          | Sporthal Opperdam, Volendam Widzów: 100 Sędzia: Marco Di Domenico Lorenzo Fornasier |
| 7 września 201915:30 | Ognjen Lekovic 6 | 28:31(14:17) | 10 Vedran Mataija | Sporthal Opperdam, Volendam Widzów: 100 Sędzia: Marco Di Domenico Lorenzo Fornasier |
| 7 września 201915:30 | 3× · 3×          | 28:31(14:17) | 8× · 4× · 2×      | Sporthal Opperdam, Volendam Widzów: 100 Sędzia: Marco Di Domenico Lorenzo Fornasier |

| 7 września 201917:00 | Maccabi Riszon le-Cijjon | 34:28(19:12) | Dragūnas Kłajpeda             | Beit Maccabi Sport Centre, Riszon le-Cijjon Widzów: 350 Sędzia: Anatoliy Novikov Valeriy Rozhkov |
| 7 września 201917:00 | Dor Pinhas Kalderon 9    | 34:28(19:12) | 7 Žanas Gabrielius Virbauskas | Beit Maccabi Sport Centre, Riszon le-Cijjon Widzów: 350 Sędzia: Anatoliy Novikov Valeriy Rozhkov |
| 7 września 201917:00 | 7× · 2×                  | 34:28(19:12) | 2× · 2×                       | Beit Maccabi Sport Centre, Riszon le-Cijjon Widzów: 350 Sędzia: Anatoliy Novikov Valeriy Rozhkov |

| 7 września 201917:00 | ZTR Zaporoże      | 39:20(21:12) | London GD Handball Club     | BVUFK Sport Palace, Browary Widzów: 350 Sędzia: Filip Fahner Łukasz Kubis |
| 7 września 201917:00 | Andrii Akimenko 6 | 39:20(21:12) | 6 Diego Llorente Llamazares | BVUFK Sport Palace, Browary Widzów: 350 Sędzia: Filip Fahner Łukasz Kubis |
| 7 września 201917:00 | 3× · 2×           | 39:20(21:12) | 4× · 2×                     | BVUFK Sport Palace, Browary Widzów: 350 Sędzia: Filip Fahner Łukasz Kubis |

| 7 września 201917:20 | SG Handball West Wien       | 25:22(12:10) | Achilles Bocholt | BSFZ Südstadt, Maria Enzersdor Widzów: 700 Sędzia: Bogdan Kaluđerović Ivan Vujačić |
| 7 września 201917:20 | Guðmundur Hólmar Helgason 7 | 25:22(12:10) | 5 Quinten Colman | BSFZ Südstadt, Maria Enzersdor Widzów: 700 Sędzia: Bogdan Kaluđerović Ivan Vujačić |
| 7 września 201917:20 | 2× · 3×                     | 25:22(12:10) | 4× · 3×          | BSFZ Südstadt, Maria Enzersdor Widzów: 700 Sędzia: Bogdan Kaluđerović Ivan Vujačić |

| 7 września 201918:00 | SERVITI Põlva    | 26:27(12:12) | RD Riko Ribnica | Mesikäpa Hall, Põlva Sędzia: Konstantin Ershov Anton Pavliukov |
| 7 września 201918:00 | Henri Sillaste 7 | 26:27(12:12) | 7 Gašper Horvat | Mesikäpa Hall, Põlva Sędzia: Konstantin Ershov Anton Pavliukov |
| 7 września 201918:00 | 5× · 2× · 1×     | 26:27(12:12) | 5×              | Mesikäpa Hall, Põlva Sędzia: Konstantin Ershov Anton Pavliukov |

| 7 września 201918:00 | Talent Pilzno  | 26:25(14:15) | Haukar Hafnarfjörður    | Městská sportovní hala, Louny Widzów: 520 Sędzia: Karina Christiansen Line Hesseldal Hansen |
| 7 września 201918:00 | Jakub Douda 10 | 26:25(14:15) | 7 Halldór Ingi Jónasson | Městská sportovní hala, Louny Widzów: 520 Sędzia: Karina Christiansen Line Hesseldal Hansen |
| 7 września 201918:00 | 5×             | 26:25(14:15) | 3× · 3× · 1×            | Městská sportovní hala, Louny Widzów: 520 Sędzia: Karina Christiansen Line Hesseldal Hansen |

| 7 września 201919:00 | KH Besa Famiglia | 24:33(12:18) | Pfadi Winterthur | Sport Hall "Karagaci", Pejä Widzów: 500 Sędzia: Ante Mikelić Petar Paradina |
| 7 września 201919:00 | Nikola Prce 11   | 24:33(12:18) | 12 Marvin Lier   | Sport Hall "Karagaci", Pejä Widzów: 500 Sędzia: Ante Mikelić Petar Paradina |
| 7 września 201919:00 | 4× · 2×          | 24:33(12:18) | 4× · 3×          | Sport Hall "Karagaci", Pejä Widzów: 500 Sędzia: Ante Mikelić Petar Paradina |

| 7 września 201919:00 | Alpla HC Hard    | 28:26(14:13) | SSV Bozen       | Sporthalle am See, Hard Widzów: 1200 Sędzia: Angelos Argyridis Christos Mouttas |
| 7 września 201919:00 | Dominik Schmid 6 | 28:26(14:13) | 8 Dean Turkovic | Sporthalle am See, Hard Widzów: 1200 Sędzia: Angelos Argyridis Christos Mouttas |
| 7 września 201919:00 | 1× · 2×          | 28:26(14:13) | 3× · 1×         | Sporthalle am See, Hard Widzów: 1200 Sędzia: Angelos Argyridis Christos Mouttas |

| 7 września 201919:00 | RK Dubrava                   | 45:22(23:10) | Swieqi Phoenix HC | SŠD Dubrava, Zagrzeb Widzów: 200 Sędzia: Přemysl Fukala Radek Mohyla |
| 7 września 201919:00 | Luka Vinković 6 Ante Babić 6 | 45:22(23:10) | 5 Steffan Smidt   | SŠD Dubrava, Zagrzeb Widzów: 200 Sędzia: Přemysl Fukala Radek Mohyla |
| 7 września 201919:00 | 3× · 3×                      | 45:22(23:10) | 4×                | SŠD Dubrava, Zagrzeb Widzów: 200 Sędzia: Přemysl Fukala Radek Mohyla |

| 7 września 201920:00 | RK Borac Banja Luka | 25:30(12:12) | Olympiakos SFP Pireus | Melina Merkouri Rentis, Pireus Widzów: 2000 Sędzia: Andrej Budzák Michal Záhradník |
| 7 września 201920:00 | Bojan Rađenović 7   | 25:30(12:12) | 12 Dimitrios Tziras   | Melina Merkouri Rentis, Pireus Widzów: 2000 Sędzia: Andrej Budzák Michal Záhradník |
| 7 września 201920:00 | 6× · 2×             | 25:30(12:12) | 5× · 3×               | Melina Merkouri Rentis, Pireus Widzów: 2000 Sędzia: Andrej Budzák Michal Záhradník |

| 8 września 201912:00 | London GD Handball Club                                               | 14:39(8:21) | ZTR Zaporoże                            | BVUFK Sport Palace, Browary Widzów: 150 Sędzia: Filip Fahner Łukasz Kubis |
| 8 września 201912:00 | Marvin Alexander Görgen 3 Diego Llorente Llamazares 3 Clément Burry 3 | 14:39(8:21) | 7 Oleksandr Tilte 7 Vladyslav Zalevskyi | BVUFK Sport Palace, Browary Widzów: 150 Sędzia: Filip Fahner Łukasz Kubis |
| 8 września 201912:00 | 2× · 2×                                                               | 14:39(8:21) | 1× · 3×                                 | BVUFK Sport Palace, Browary Widzów: 150 Sędzia: Filip Fahner Łukasz Kubis |

| 8 września 201915:30 | RK Lovćen                                            | 29:41(14:20) | RK Vojvodina        | Sportski Centar “Slana Bara”, Nowy Sad Widzów: 400 Sędzia: Ismailj Metalari Nenad Nikolovski |
| 8 września 201915:30 | Vuk Latković 5 Luka Lakićević 5 Radovan Stanojevic 5 | 29:41(14:20) | 7 Stevan Sretenović | Sportski Centar “Slana Bara”, Nowy Sad Widzów: 400 Sędzia: Ismailj Metalari Nenad Nikolovski |
| 8 września 201915:30 | 4×                                                   | 29:41(14:20) | 5× · 2×             | Sportski Centar “Slana Bara”, Nowy Sad Widzów: 400 Sędzia: Ismailj Metalari Nenad Nikolovski |

| 8 września 201917:00 | Spartak Moskwa        | 29:30(15:14) | HK Malmö            | Pałac Sportu Dynamo, Moskwa Widzów: 300 Sędzia: Said Bounouara Khalid Sami |
| 8 września 201917:00 | Michaił Winogradow 10 | 29:30(15:14) | 6 Anton Blickhammar | Pałac Sportu Dynamo, Moskwa Widzów: 300 Sędzia: Said Bounouara Khalid Sami |
| 8 września 201917:00 | 3× · 1× · 1×          | 29:30(15:14) | 4× · 2×             | Pałac Sportu Dynamo, Moskwa Widzów: 300 Sędzia: Said Bounouara Khalid Sami |

| 8 września 201917:00 | Haukar Hafnarfjörður          | 29:21(14:8) | HC Visé BM    | Ithrottamidstod Kaplakrika, Hafnarfjörður Widzów: 720 Sędzia: Vadims Jaškins Eduards Žabko |
| 8 września 201917:00 | Bjarni Ófeigur Valdimarsson 7 | 29:21(14:8) | 4 Sérgio Rola | Ithrottamidstod Kaplakrika, Hafnarfjörður Widzów: 720 Sędzia: Vadims Jaškins Eduards Žabko |
| 8 września 201917:00 | 2× · 2×                       | 29:21(14:8) | 2× · 2×       | Ithrottamidstod Kaplakrika, Hafnarfjörður Widzów: 720 Sędzia: Vadims Jaškins Eduards Žabko |

| 8 września 201918:00 | HCM Constanța         | 29:16(16:9) | CIP Travel Antalyaspor A.Ş.                      | Constanța City Hall, Konstanca Widzów: 1000 Sędzia: Aleksandar Jović Nedim Arnautović |
| 8 września 201918:00 | Fábio Rocha Chiuffa 6 | 29:16(16:9) | 4 Savaş Beyhan 4 Salih Uludağ 4 Oleksandr Tyukin | Constanța City Hall, Konstanca Widzów: 1000 Sędzia: Aleksandar Jović Nedim Arnautović |
| 8 września 201918:00 | 5× · 3×               | 29:16(16:9) | 4× · 2×                                          | Constanța City Hall, Konstanca Widzów: 1000 Sędzia: Aleksandar Jović Nedim Arnautović |

| 8 września 201919:00 | Pfadi Winterthur | 34:30(17:11) | KH Besa Famiglia | Sport Hall "Karagaci", Pejä Widzów: 400 Sędzia: Ante Mikelić Petar Paradina |
| 8 września 201919:00 | Adir Cohen 6     | 34:30(17:11) | 9 Nikola Prce    | Sport Hall "Karagaci", Pejä Widzów: 400 Sędzia: Ante Mikelić Petar Paradina |
| 8 września 201919:00 | 5× · 3×          | 34:30(17:11) | 2× · 2×          | Sport Hall "Karagaci", Pejä Widzów: 400 Sędzia: Ante Mikelić Petar Paradina |

| 8 września 201919:00 | Swieqi Phoenix HC     | 21:36(12:15) | RK Dubrava                    | SŠD Dubrava, Zagrzeb Widzów: 200 Sędzia: Přemysl Fukala Radek Mohyla |
| 8 września 201919:00 | Henrik Christiansen 8 | 21:36(12:15) | 7 Karpo Sirotić 7 Karlo Godec | SŠD Dubrava, Zagrzeb Widzów: 200 Sędzia: Přemysl Fukala Radek Mohyla |
| 8 września 201919:00 | 3× · 1×               | 21:36(12:15) | 5× · 1×                       | SŠD Dubrava, Zagrzeb Widzów: 200 Sędzia: Přemysl Fukala Radek Mohyla |

| 8 września 201920:00 | Dragūnas Kłajpeda   | 20:23(13:12) | Maccabi Riszon le-Cijjon | Beit Maccabi Sport Centre, Riszon le-Cijjon Widzów: 250 Sędzia: Anatoliy Novikov Valeriy Rozhkov |
| 8 września 201920:00 | Gytis Šmantauskas 7 | 20:23(13:12) | 5 Sharon Peres Shalem    | Beit Maccabi Sport Centre, Riszon le-Cijjon Widzów: 250 Sędzia: Anatoliy Novikov Valeriy Rozhkov |
| 8 września 201920:00 | 4× · 2×             | 20:23(13:12) | 4× · 2×                  | Beit Maccabi Sport Centre, Riszon le-Cijjon Widzów: 250 Sędzia: Anatoliy Novikov Valeriy Rozhkov |

### Druga runda kwalifikacyjna
Rozstawionymi zespołami w losowaniu było 16 drużyn z zestawienia EHF uczestniczących w drugiej rundzie kwalifikacyjnej i w toku losowania zostały połączone w pary z 16 zwycięzcami dwumeczy pierwszej rundy kwalifikacyjnej.
| Drużyna 1                            | Wynik dwumeczu | Drużyna 2                | Pierwszy mecz | Drugi mecz |
| ------------------------------------ | -------------- | ------------------------ | ------------- | ---------- |
| SCM Politehnica Timișoara            | 57:58          | Olympiakos SFP Pireus    | 31:29         | 26:29      |
| PAUC Handball                        | 64:46          | RK Poreč                 | 38:26         | 26:20      |
| Talent Pilzno                        | 58:44          | Hapoel Riszon le-Cijjon  | 32:23         | 26:21      |
| RD Riko Ribnica                      | 56:61          | SKA Mińsk                | 33:33         | 23:28      |
| HK Malmö                             | 64:56          | UMF Selfoss              | 33:27         | 31:29      |
| Alpla HC Hard                        | 60:59          | Skjern Håndbold          | 25:26         | 35:33      |
| RK Vojvodina                         | 43:58          | CB Ademar León           | 20:28         | 23:30      |
| SL Benfica                           | 63:44          | RK Dubrava               | 29:28         | 34:16      |
| RK Metaloplastika                    | 53:64          | RK Gorenje Velenje       | 24:32         | 29:32      |
| RK Butel Skopje                      | 42:43          | ZTR Zaporoże             | 18:14         | 24:29      |
| Azoty-Puławy                         | 57:53          | Handball Esch            | 31:28         | 26:25      |
| HCM Constanța                        | 43:43          | Csurgói KK               | 22:24         | 21:19      |
| NMC Górnik Zabrze                    | 50:48          | Maccabi Riszon le-Cijjon | 29:26         | 21:22      |
| Achilles Bocholt                     | 59:52          | Wacker Thun              | 34:33         | 25:19      |
| Haukar Hafnarfjörður                 | 52:58          | ØIF Arendal              | 25:30         | 27:28      |
| Pfadi Winterthur                     | 72:37          | RK Pelister              | 39:16         | 33:21      |
| Po lewej gospodarz pierwszego meczu. |                |                          |               |            |

W dwumeczu HCM Constanța z Csurgói KK wystąpił remis, awans wywalczył zespół, które strzelił więcej bramek na wyjeździe.

#### Wyniki
| 3 października 201918:00 | Talent Pilzno  | 32:23(17:12) | Hapoel Riszon le-Cijjon | Městská sportovní hala, Louny Widzów: 520 Sędzia: Vasilis Charitsos Panagiotis Naskos |
| 3 października 201918:00 | Jakub Tonar 10 | 32:23(17:12) | 8 Tal Hershkovitz       | Městská sportovní hala, Louny Widzów: 520 Sędzia: Vasilis Charitsos Panagiotis Naskos |
| 3 października 201918:00 | 4×             | 32:23(17:12) | 4× · 2×                 | Městská sportovní hala, Louny Widzów: 520 Sędzia: Vasilis Charitsos Panagiotis Naskos |

| 4 października 201915:30 | Hapoel Riszon le-Cijjon | 21:26(12:10) | Talent Pilzno                         | Městská sportovní hala, Louny Widzów: 480 Sędzia: Vasilis Charitsos Panagiotis Naskos |
| 4 października 201915:30 | Tal Hershkovitz 12      | 21:26(12:10) | 5 Šimon Macháč · Jakub Tonar' (5), L' | Městská sportovní hala, Louny Widzów: 480 Sędzia: Vasilis Charitsos Panagiotis Naskos |
| 4 października 201915:30 | 5× · 3×                 | 21:26(12:10) | 3× · 2×                               | Městská sportovní hala, Louny Widzów: 480 Sędzia: Vasilis Charitsos Panagiotis Naskos |

| 5 października 201916:00 | HK Malmö            | 33:27(17:17) | UMF Selfoss         | Baltiska hallen, Malmö Widzów: 591 Sędzia: Marko Sekulić Vladimir Jovandić |
| 5 października 201916:00 | Anton Blickhammar 7 | 33:27(17:17) | 6 Haukur Þrastarson | Baltiska hallen, Malmö Widzów: 591 Sędzia: Marko Sekulić Vladimir Jovandić |
| 5 października 201916:00 | 4× · 1× · 1×        | 33:27(17:17) | 5× · 1×             | Baltiska hallen, Malmö Widzów: 591 Sędzia: Marko Sekulić Vladimir Jovandić |

| 5 października 201917:00 | SL Benfica            | 29:28(15:15) | RK Dubrava       | Pavilhão da Luz Nº 2, Lizbona Widzów: 457 Sędzia: William Weijmans Rick Wolbertus |
| 5 października 201917:00 | Alix Kévynn Nyokas 10 | 29:28(15:15) | 6 Ante Ivanković | Pavilhão da Luz Nº 2, Lizbona Widzów: 457 Sędzia: William Weijmans Rick Wolbertus |
| 5 października 201917:00 | 5× · 1×               | 29:28(15:15) | 6× · 3×          | Pavilhão da Luz Nº 2, Lizbona Widzów: 457 Sędzia: William Weijmans Rick Wolbertus |

| 5 października 201918:00 | RK Vojvodina  | 20:28(7:14) | CB Ademar León        | Sportski Centar “Slana Bara”, Nowy Sad Sędzia: Ádám Bíró Olivér Kiss |
| 5 października 201918:00 | Stefan Ilić 4 | 20:28(7:14) | 9 Mario López Álvarez | Sportski Centar “Slana Bara”, Nowy Sad Sędzia: Ádám Bíró Olivér Kiss |
| 5 października 201918:00 | 4× · 2×       | 20:28(7:14) | 2× · 2×               | Sportski Centar “Slana Bara”, Nowy Sad Sędzia: Ádám Bíró Olivér Kiss |

| 5 października 201918:00 | Azoty-Puławy                                         | 31:28(16:14) | Handball Esch   | Hala Sportowa Pulawach, Puławy Sędzia: Ruslan Loshak Artem Shajbakov |
| 5 października 201918:00 | Rafał Przybylski 5 Dawid Dawydzik 5 Mateusz Seroka 5 | 31:28(16:14) | 9 Moritz Barkow | Hala Sportowa Pulawach, Puławy Sędzia: Ruslan Loshak Artem Shajbakov |
| 5 października 201918:00 | 1× · 1×                                              | 31:28(16:14) | 4× · 2× · 1×    | Hala Sportowa Pulawach, Puławy Sędzia: Ruslan Loshak Artem Shajbakov |

| 5 października 201918:00 | HCM Constanța   | 22:24(9:12) | Csurgói KK    | Constanța City Hall, Konstanca Widzów: 1000 Sędzia: Denis Bolic Christoph Hurich |
| 5 października 201918:00 | Zoran Nikolić 5 | 22:24(9:12) | 5 Egon Hanusz | Constanța City Hall, Konstanca Widzów: 1000 Sędzia: Denis Bolic Christoph Hurich |
| 5 października 201918:00 | 7× · 3×         | 22:24(9:12) | 9× · 2× · 1×  | Constanța City Hall, Konstanca Widzów: 1000 Sędzia: Denis Bolic Christoph Hurich |

| 5 października 201918:00 | NMC Górnik Zabrze                                      | 29:26(12:12) | Maccabi Riszon le-Cijjon | HWS Pogoń, Zabrze Widzów: 650 Sędzia: Erdoan Vitaku Arsim Vitaku |
| 5 października 201918:00 | Krystian Bondzior 5 Szymon Sićko 5 Aleksandr Buszkow 5 | 29:26(12:12) | 6 Ivan Karačić           | HWS Pogoń, Zabrze Widzów: 650 Sędzia: Erdoan Vitaku Arsim Vitaku |
| 5 października 201918:00 | 3× · 2×                                                | 29:26(12:12) | 5× · 3×                  | HWS Pogoń, Zabrze Widzów: 650 Sędzia: Erdoan Vitaku Arsim Vitaku |

| 5 października 201918:30 | RK Butel Skopje | 18:14(8:7) | ZTR Zaporoże      | SRC Kale, Skopje Widzów: 800 Sędzia: Bogdan Kaluđerović Ivan Vujačić |
| 5 października 201918:30 | Mirko Majić 7   | 18:14(8:7) | 4 Oleksandr Tilte | SRC Kale, Skopje Widzów: 800 Sędzia: Bogdan Kaluđerović Ivan Vujačić |
| 5 października 201918:30 | 2× · 4×         | 18:14(8:7) | 7× · 4×           | SRC Kale, Skopje Widzów: 800 Sędzia: Bogdan Kaluđerović Ivan Vujačić |

| 5 października 201919:00 | PAUC Handball    | 38:26(18:13) | RK Poreč           | Arena Aix, Aix-en-Provence Widzów: 817 Sędzia: Dimitar Mitrevski Blagojche Todorovski |
| 5 października 201919:00 | Gabriel Loesch 9 | 38:26(18:13) | 7 Matija Radaković | Arena Aix, Aix-en-Provence Widzów: 817 Sędzia: Dimitar Mitrevski Blagojche Todorovski |
| 5 października 201919:00 | 8× · 1×          | 38:26(18:13) | 5× · 1× · 1×       | Arena Aix, Aix-en-Provence Widzów: 817 Sędzia: Dimitar Mitrevski Blagojche Todorovski |

| 5 października 201919:00 | Alpla HC Hard     | 25:26(10:13) | Skjern Håndbold           | Sporthalle am See, Hard Widzów: 2100 Sędzia: Stefan Ivanović Marko Vujisić |
| 5 października 201919:00 | Boris Živković 65 | 25:26(10:13) | 9 Anders Eggert Magnussen | Sporthalle am See, Hard Widzów: 2100 Sędzia: Stefan Ivanović Marko Vujisić |
| 5 października 201919:00 | 7× · 1× · 1×      | 25:26(10:13) | 5× · 2×                   | Sporthalle am See, Hard Widzów: 2100 Sędzia: Stefan Ivanović Marko Vujisić |

| 5 października 201920:00 | RD Riko Ribnica | 33:33(15:13) | SKA Mińsk          | Rayon Sports Center, Ribnica Widzów: 550 Sędzia: Marco Di Domenico Lorenzo Fornasier |
| 5 października 201920:00 | Jan Pucelj 11   | 33:33(15:13) | 6 Mikalai Aliokhin | Rayon Sports Center, Ribnica Widzów: 550 Sędzia: Marco Di Domenico Lorenzo Fornasier |
| 5 października 201920:00 | 6× · 4×         | 33:33(15:13) | 8× · 2×            | Rayon Sports Center, Ribnica Widzów: 550 Sędzia: Marco Di Domenico Lorenzo Fornasier |

| 5 października 201920:15 | Achilles Bocholt | 34:33(18:17) | Wacker Thun    | Sporthal De Damburg, Bocholt Widzów: 750 Sędzia: Mads Dahlby Fremstad Markus Kjelsrud Pedersen |
| 5 października 201920:15 | Serge Spooren 8  | 34:33(18:17) | 7 Jonas Dähler | Sporthal De Damburg, Bocholt Widzów: 750 Sędzia: Mads Dahlby Fremstad Markus Kjelsrud Pedersen |
| 5 października 201920:15 | 4× · 3×          | 34:33(18:17) | 6× · 2×        | Sporthal De Damburg, Bocholt Widzów: 750 Sędzia: Mads Dahlby Fremstad Markus Kjelsrud Pedersen |

| 6 października 201916:30 | RK Dubrava         | 16:34(8:20) | SL Benfica     | Pavilhão da Luz Nº 2, Lizbona Widzów: 385 Sędzia: William Weijmans Rick Wolbertus |
| 6 października 201916:30 | Marko Mihaljević 3 | 16:34(8:20) | 9 Petar Đorđić | Pavilhão da Luz Nº 2, Lizbona Widzów: 385 Sędzia: William Weijmans Rick Wolbertus |
| 6 października 201916:30 | 1× · 2×            | 16:34(8:20) |                | Pavilhão da Luz Nº 2, Lizbona Widzów: 385 Sędzia: William Weijmans Rick Wolbertus |

| 6 października 201917:00 | Haukar Hafnarfjörður  | 25:30(11:18) | ØIF Arendal             | Ithrottamidstod Kaplakrika, Hafnarfjörður Widzów: 495 Sędzia: Yann Carmaux Julien Mursch |
| 6 października 201917:00 | Ásbjörn Friðriksson 6 | 25:30(11:18) | 7 Olaf Richter Hoffstad | Ithrottamidstod Kaplakrika, Hafnarfjörður Widzów: 495 Sędzia: Yann Carmaux Julien Mursch |
| 6 października 201917:00 | 3× · 2×               | 25:30(11:18) | 4× · 2×                 | Ithrottamidstod Kaplakrika, Hafnarfjörður Widzów: 495 Sędzia: Yann Carmaux Julien Mursch |

| 6 października 201917:00 | Pfadi Winterthur  | 39:16(22:5) | RK Pelister       | Axa-Arena, Winterthur Widzów: 919 Sędzia: Aleksandar Jović Nedim Arnautović |
| 6 października 201917:00 | Cédrie Tynowski 8 | 39:16(22:5) | 6 Dario Petrovski | Axa-Arena, Winterthur Widzów: 919 Sędzia: Aleksandar Jović Nedim Arnautović |
| 6 października 201917:00 | 2× · 3×           | 39:16(22:5) | 2× · 3×           | Axa-Arena, Winterthur Widzów: 919 Sędzia: Aleksandar Jović Nedim Arnautović |

| 6 października 201918:00 | SCM Politehnica Timișoara | 31:29(14:15) | Olympiakos SFP Pireus | Constantin Jude Hall, Timișoara Widzów: 1000 Sędzia: Gytis Šniurevičius Andrius Grigalionis |
| 6 października 201918:00 | Filip Marjanović 10       | 31:29(14:15) | 9 Dimitris Tziras     | Constantin Jude Hall, Timișoara Widzów: 1000 Sędzia: Gytis Šniurevičius Andrius Grigalionis |
| 6 października 201918:00 | 3× · 2×                   | 31:29(14:15) | 5× · 2×               | Constantin Jude Hall, Timișoara Widzów: 1000 Sędzia: Gytis Šniurevičius Andrius Grigalionis |

| 6 października 201919:00 | RK Metaloplastika | 24:32(11:16) | RK Gorenje Velenje | Elixir Zorka, Šabac Widzów: 700 Sędzia: Javier Álvarez Mata Yon Bustamante López |
| 6 października 201919:00 | Viktor Matičić 7  | 24:32(11:16) | 10 Matic Verdinek  | Elixir Zorka, Šabac Widzów: 700 Sędzia: Javier Álvarez Mata Yon Bustamante López |
| 6 października 201919:00 | 6× · 2×           | 24:32(11:16) | 3× · 1×            | Elixir Zorka, Šabac Widzów: 700 Sędzia: Javier Álvarez Mata Yon Bustamante López |

| 12 października 201915:30 | Skjern Håndbold           | 33:35(14:14) | Alpla HC Hard | Skjern Bank Arena, Skjern Widzów: 2228 Sędzia: Ismailj Metalari Nenad Nikolovski |
| 12 października 201915:30 | Anders Eggert Magnussen 9 | 33:35(14:14) | 8 Ivan Horvat | Skjern Bank Arena, Skjern Widzów: 2228 Sędzia: Ismailj Metalari Nenad Nikolovski |
| 12 października 201915:30 | 3× · 1×                   | 33:35(14:14) | 6× · 2×       | Skjern Bank Arena, Skjern Widzów: 2228 Sędzia: Ismailj Metalari Nenad Nikolovski |

| 12 października 201917:00 | Csurgói KK    | 19:21(9:9) | HCM Constanța                                      | Sótonyi László Sportcsarnok, Csurgó Widzów: 820 Sędzia: Tomislav Cindrić Robert Gonzurek |
| 12 października 201917:00 | Marko Vasić 6 | 19:21(9:9) | 5 Dejan Malinović 5 Irakli Chikovani 5 Vencel Csog | Sótonyi László Sportcsarnok, Csurgó Widzów: 820 Sędzia: Tomislav Cindrić Robert Gonzurek |
| 12 października 201917:00 | 2× · 2×       | 19:21(9:9) | 4× · 3×                                            | Sótonyi László Sportcsarnok, Csurgó Widzów: 820 Sędzia: Tomislav Cindrić Robert Gonzurek |

| 12 października 201917:00 | Wacker Thun      | 19:25(10:15) | Achilles Bocholt  | Sporthalle Lachen, Thun Widzów: 650 Sędzia: Marta Sa Vania Sa |
| 12 października 201917:00 | Gabriel Felder 7 | 19:25(10:15) | 8 Damian Kedziora | Sporthalle Lachen, Thun Widzów: 650 Sędzia: Marta Sa Vania Sa |
| 12 października 201917:00 | 3× · 3×          | 19:25(10:15) | 4× · 1×           | Sporthalle Lachen, Thun Widzów: 650 Sędzia: Marta Sa Vania Sa |

| 12 października 201917:00 | ØIF Arendal                      | 28:27(17:15) | Haukar Hafnarfjörður  | Sparebanken Sør Amfi, Grimstad Widzów: 1147 Sędzia: Doru Manea Radu Iliescu |
| 12 października 201917:00 | Josip Vidović 5 Sondre Paulsen 5 | 28:27(17:15) | 8 Ásbjörn Friðriksson | Sparebanken Sør Amfi, Grimstad Widzów: 1147 Sędzia: Doru Manea Radu Iliescu |
| 12 października 201917:00 | 2× · 1×                          | 28:27(17:15) | 3× · 1×               | Sparebanken Sør Amfi, Grimstad Widzów: 1147 Sędzia: Doru Manea Radu Iliescu |

| 12 października 201918:00 | UMF Selfoss                                               | 29:31(16:14) | HK Malmö                         | Itrottahusit Ida, Selfoss Widzów: 307 Sędzia: Daniel Accoto Martins Roberto Accoto Martins |
| 12 października 201918:00 | Hergeir Grimsson 7 Guðni Ingvarsson 7 Haukur Þrastarson 7 | 29:31(16:14) | 7 Magnus Persson 7 Hampus Olsson | Itrottahusit Ida, Selfoss Widzów: 307 Sędzia: Daniel Accoto Martins Roberto Accoto Martins |
| 12 października 201918:00 | 5× · 1× · 1×                                              | 29:31(16:14) | 8× · 2× · 1×                     | Itrottahusit Ida, Selfoss Widzów: 307 Sędzia: Daniel Accoto Martins Roberto Accoto Martins |

| 12 października 201918:00 | Maccabi Riszon le-Cijjon | 22:21(12:9) | NMC Górnik Zabrze                                                   | Beit Maccabi Sport Centre, Riszon le-Cijjon Widzów: 550 Sędzia: Francesco Simone Pietro Monitillo |
| 12 października 201918:00 | Vladislav Kofman 7       | 22:21(12:9) | 4 Krystian Bondzior 4 Marek Daćko 4 Krzysztof Łyżwa 4 Iso Sluijters | Beit Maccabi Sport Centre, Riszon le-Cijjon Widzów: 550 Sędzia: Francesco Simone Pietro Monitillo |
| 12 października 201918:00 | 5× · 1×                  | 22:21(12:9) | 2× · 3×                                                             | Beit Maccabi Sport Centre, Riszon le-Cijjon Widzów: 550 Sędzia: Francesco Simone Pietro Monitillo |

| 12 października 201918:30 | Handball Esch                   | 25:26(15:15) | Azoty-Puławy     | Hall Omnisports Henri Schmitz, Esch-sur-Alzette Widzów: 600 Sędzia: Cristina Năstase Simona Raluca Stancu |
| 12 października 201918:30 | Martin Müller 6 Moritz Barkow 6 | 25:26(15:15) | 7 Mateusz Seroka | Hall Omnisports Henri Schmitz, Esch-sur-Alzette Widzów: 600 Sędzia: Cristina Năstase Simona Raluca Stancu |
| 12 października 201918:30 | 4× · 2×                         | 25:26(15:15) | 3×               | Hall Omnisports Henri Schmitz, Esch-sur-Alzette Widzów: 600 Sędzia: Cristina Năstase Simona Raluca Stancu |

| 12 października 201919:00 | Olympiakos SFP Pireus | 29:26(13:15) | SCM Politehnica Timișoara | Melina Merkouri Rentis, Pireus Widzów: 700 Sędzia: Ozren Backović Mirko Palačković |
| 12 października 201919:00 | Dimitris Tziras 9     | 29:26(13:15) | 7 Marius Sadoveac         | Melina Merkouri Rentis, Pireus Widzów: 700 Sędzia: Ozren Backović Mirko Palačković |
| 12 października 201919:00 | 6× · 1×               | 29:26(13:15) | 4× · 3×                   | Melina Merkouri Rentis, Pireus Widzów: 700 Sędzia: Ozren Backović Mirko Palačković |

| 12 października 201919:00 | RK Poreč                  | 20:26(10:15) | PAUC Handball                    | Žatika Sport Centre, Poreč Widzów: 550 Sędzia: Nichlas Nygaard Nicklas Mark Pedersen |
| 12 października 201919:00 | Tim Thoss 6 Filip Perić 6 | 20:26(10:15) | 5 Gabriel Loesch 5 Vid Kavtičnik | Žatika Sport Centre, Poreč Widzów: 550 Sędzia: Nichlas Nygaard Nicklas Mark Pedersen |
| 12 października 201919:00 | 3× · 3×                   | 20:26(10:15) | 3× · 3×                          | Žatika Sport Centre, Poreč Widzów: 550 Sędzia: Nichlas Nygaard Nicklas Mark Pedersen |

| 12 października 201919:00 | CB Ademar León           | 30:23(12:13) | RK Vojvodina        | Palacio de los Deportes de León, León Widzów: 3290 Sędzia: Said Bounouara Khalid Sami |
| 12 października 201919:00 | David Fernández Alonso 7 | 30:23(12:13) | 5 Stevan Sretenović | Palacio de los Deportes de León, León Widzów: 3290 Sędzia: Said Bounouara Khalid Sami |
| 12 października 201919:00 | 4× · 2×                  | 30:23(12:13) | 5× · 2× · 1×        | Palacio de los Deportes de León, León Widzów: 3290 Sędzia: Said Bounouara Khalid Sami |

| 12 października 201919:00 | RK Pelister         | 21:33(12:19) | Pfadi Winterthur         | Boro Curlevski - Mladost, Bitola Widzów: 1700 Sędzia: Andrej Budzák Michal Záhradník |
| 12 października 201919:00 | Vasko Dimitrovski 7 | 21:33(12:19) | 9 Aleksandar Radovanović | Boro Curlevski - Mladost, Bitola Widzów: 1700 Sędzia: Andrej Budzák Michal Záhradník |
| 12 października 201919:00 | 4× · 2×             | 21:33(12:19) | 2× · 2×                  | Boro Curlevski - Mladost, Bitola Widzów: 1700 Sędzia: Andrej Budzák Michal Záhradník |

| 13 października 201917:00 | SKA Mińsk             | 28:23(13:13) | RD Riko Ribnica | Sports Palace "Uruchje", Mińsk Widzów: 2050 Sędzia: Georgi Doychinov Yulian Goretsov |
| 13 października 201917:00 | Dzmitryj Nikulenkau 9 | 28:23(13:13) | 5 Rok Setnikar  | Sports Palace "Uruchje", Mińsk Widzów: 2050 Sędzia: Georgi Doychinov Yulian Goretsov |
| 13 października 201917:00 | 3×                    | 28:23(13:13) | 4× · 1×         | Sports Palace "Uruchje", Mińsk Widzów: 2050 Sędzia: Georgi Doychinov Yulian Goretsov |

| 13 października 201919:00 | RK Gorenje Velenje | 32:29(15:16) | RK Metaloplastika | Rdeča dvorana, Velenje Widzów: 1100 Sędzia: Bogdan Nicolae Stark Romeo Mihai Ștefan |
| 13 października 201919:00 | Vlado Matanović 11 | 32:29(15:16) | 7 Viktor Matičić  | Rdeča dvorana, Velenje Widzów: 1100 Sędzia: Bogdan Nicolae Stark Romeo Mihai Ștefan |
| 13 października 201919:00 | 5× · 3×            | 32:29(15:16) | 6× · 3× · 1×      | Rdeča dvorana, Velenje Widzów: 1100 Sędzia: Bogdan Nicolae Stark Romeo Mihai Ștefan |

| 13 października 201919:00 | ZTR Zaporoże                            | 29:24(13:9) | RK Butel Skopje | Yunost Sport Palace, Czelabińsk Widzów: 1200 Sędzia: Angelos Argyridis Christos Mouttas |
| 13 października 201919:00 | Oleksii Ganchev 6 Vladyslav Zalevskyi 6 | 29:24(13:9) | 8 Mirko Majić   | Yunost Sport Palace, Czelabińsk Widzów: 1200 Sędzia: Angelos Argyridis Christos Mouttas |
| 13 października 201919:00 | 2× · 2×                                 | 29:24(13:9) | 4× · 1×         | Yunost Sport Palace, Czelabińsk Widzów: 1200 Sędzia: Angelos Argyridis Christos Mouttas |

### Trzecia runda kwalifikacyjna
Rozstawionymi zespołami w losowaniu będzie 16 najlepszych drużyn z zestawienia EHF i w toku losowania zostaną połączone w pary z 16 zwycięzcami drugiej rundy kwalifikacyjnej.
| Drużyna 1                            | Wynik dwumeczu | Drużyna 2             | Pierwszy mecz | Drugi mecz |
| ------------------------------------ | -------------- | --------------------- | ------------- | ---------- |
| Balatonfüredi KSE                    | •              | CB Ademar León        |               |            |
| SKA Mińsk                            | •              | Rhein-Neckar Löwen    |               |            |
| NMC Górnik Zabrze                    | •              | SC Magdeburg          |               |            |
| Pfadi Winterthur                     | •              | Bjerringbro-Silkeborg |               |            |
| Chambéry Savoie Handball             | •              | PAUC Handball         |               |            |
| BM Ciudad Encantada                  | •              | Alpla HC Hard         |               |            |
| Grundfos Tatabánya KC                | •              | ZTR Zaporoże          |               |            |
| HBC Nantes                           | •              | ØIF Arendal           |               |            |
| RK Nexe Našice                       | •              | SL Benfica            |               |            |
| RK Gorenje Velenje                   | •              | RK Metalurg Skopje    |               |            |
| HK Malmö                             | •              | Füchse Berlin         |               |            |
| MT Melsungen                         | •              | Olympiakos SFP Pireus |               |            |
| Talent Pilzno                        | •              | Team Tvis Holstebro   |               |            |
| Naturhouse La Rioja                  | •              | Achilles Bocholt      |               |            |
| Gwardia Opole                        | •              | Azoty-Puławy          |               |            |
| Csurgói KK                           | •              | USAM Nîmes Gard       |               |            |
| Po lewej gospodarz pierwszego meczu. |                |                       |               |            |

#### Wyniki
| 16 listopada 201915:00 | Csurgói KK | [ 66 ] | USAM Nîmes Gard | Sótonyi László Sportcsarnok, Csurgó Sędzia: Bogdan Kaluđerović Ivan Vujačić |
| 16 listopada 201915:00 |            | [ 66 ] |                 | Sótonyi László Sportcsarnok, Csurgó Sędzia: Bogdan Kaluđerović Ivan Vujačić |

| 16 listopada 201916:00 | HK Malmö | [ 67 ] | Füchse Berlin | Baltiska Hallen, Malmö Sędzia: Dimitar Mitrevski Blagojche Todorovski |
| 16 listopada 201916:00 |          | [ 67 ] |               | Baltiska Hallen, Malmö Sędzia: Dimitar Mitrevski Blagojche Todorovski |

| 16 listopada 201916:30 | NMC Górnik Zabrze | [ 68 ] | SC Magdeburg | Hala Widowiskowo-Sportowa "Pogoń", Zabrze Sędzia: Andrej Budzák Michal Záhradník |
| 16 listopada 201916:30 |                   | [ 68 ] |              | Hala Widowiskowo-Sportowa "Pogoń", Zabrze Sędzia: Andrej Budzák Michal Záhradník |

| 16 listopada 201918:00 | RK Nexe Našice | [ 69 ] | SL Benfica | OŠ Kralja Tomislava, Našice Sędzia: Zigmārs Sondors Renārs Līcis |
| 16 listopada 201918:00 |                | [ 69 ] |            | OŠ Kralja Tomislava, Našice Sędzia: Zigmārs Sondors Renārs Līcis |

| 16 listopada 201919:00 | MT Melsungen | [ 70 ] | Olympiakos SFP Pireus | Rothenbach-Halle, Kassel Sędzia: Ivars Čerņavskis Edmunds Bogdanovs |
| 16 listopada 201919:00 |              | [ 70 ] |                       | Rothenbach-Halle, Kassel Sędzia: Ivars Čerņavskis Edmunds Bogdanovs |

| 16 listopada 201919:00 | Naturhouse La Rioja | [ 71 ] | Achilles Bocholt | Palacio de los Deportes de La Rioja, Logroño Sędzia: Jakub Jerlecki Maciej Labuń |
| 16 listopada 201919:00 |                     | [ 71 ] |                  | Palacio de los Deportes de La Rioja, Logroño Sędzia: Jakub Jerlecki Maciej Labuń |

| 16 listopada 201920:00 | RK Gorenje Velenje | [ 72 ] | RK Metalurg Skopje | Rdeča dvorana, Velenje Sędzia: Péter Horváth Balázs Marton |
| 16 listopada 201920:00 |                    | [ 72 ] |                    | Rdeča dvorana, Velenje Sędzia: Péter Horváth Balázs Marton |

| 17 listopada 201912:00 | BM Ciudad Encantada | [ 73 ] | Alpla HC Hard | Pabellón Polideportivo "El Sargal", Cuenca Sędzia: Yaron Ben-Dan Assaf Faran |
| 17 listopada 201912:00 |                     | [ 73 ] |               | Pabellón Polideportivo "El Sargal", Cuenca Sędzia: Yaron Ben-Dan Assaf Faran |

| 17 listopada 201913:00 | Balatonfüredi KSE | [ 74 ] | CB Ademar León | Balaton Szabadidő és Konferencia, Balatonfured Sędzia: Igor Covalciuc Alexei Covalciuc |
| 17 listopada 201913:00 |                   | [ 74 ] |                | Balaton Szabadidő és Konferencia, Balatonfured Sędzia: Igor Covalciuc Alexei Covalciuc |

| 17 listopada 201913:00 | Talent Pilzno | [ 75 ] | Team Tvis Holstebro | Městská sportovní hala, Louny Sędzia: Konstantin Ershov Anton Pavliukov |
| 17 listopada 201913:00 |               | [ 75 ] |                     | Městská sportovní hala, Louny Sędzia: Konstantin Ershov Anton Pavliukov |

| 17 listopada 201915:00 | Grundfos Tatabánya KC | [ 76 ] | ZTR Zaporoże | Földi Imre Sportcsarnok, Tatabánya Sędzia: Marko Sekulić Vladimir Jovandić |
| 17 listopada 201915:00 |                       | [ 76 ] |              | Földi Imre Sportcsarnok, Tatabánya Sędzia: Marko Sekulić Vladimir Jovandić |

| 17 listopada 201916:00 | Pfadi Winterthur | [ 77 ] | Bjerringbro-Silkeborg | Axa-Arena, Winterthur Sędzia: Erdoan Vitaku Arsim Vitaku |
| 17 listopada 201916:00 |                  | [ 77 ] |                       | Axa-Arena, Winterthur Sędzia: Erdoan Vitaku Arsim Vitaku |

| 17 listopada 201917:00 | HBC Nantes | [ 78 ] | ØIF Arendal | Palais des sports de Beaulieu, Nantes Sędzia: Marta Sa Vania Sa |
| 17 listopada 201917:00 |            | [ 78 ] |             | Palais des sports de Beaulieu, Nantes Sędzia: Marta Sa Vania Sa |

| 17 listopada 201917:30 | SKA Mińsk | [ 79 ] | Rhein-Neckar Löwen | Sports Palace "Uruchje", Mińsk Sędzia: Anatoliy Novikov Valeriy Rozhkov |
| 17 listopada 201917:30 |           | [ 79 ] |                    | Sports Palace "Uruchje", Mińsk Sędzia: Anatoliy Novikov Valeriy Rozhkov |

| 17 listopada 201917:30 | Chambéry Savoie Handball | [ 80 ] | PAUC Handball | Le Phare, Chambéry Sędzia: Javier Álvarez Mata Yon Bustamante López |
| 17 listopada 201917:30 |                          | [ 80 ] |               | Le Phare, Chambéry Sędzia: Javier Álvarez Mata Yon Bustamante López |

| 17 listopada 201919:00 | Gwardia Opole | [ 81 ] | Azoty-Puławy | Stegu Arena, Opole Sędzia: Daniel Accoto Martins Roberto Accoto Martins |
| 17 listopada 201919:00 |               | [ 81 ] |              | Stegu Arena, Opole Sędzia: Daniel Accoto Martins Roberto Accoto Martins |

| 20 listopada 201919:00 | Rhein-Neckar Löwen | [ 82 ] | SKA Mińsk | GBG Halle am Herzogenried, Mannheim |
| 20 listopada 201919:00 |                    | [ 82 ] |           | GBG Halle am Herzogenried, Mannheim |

| 23 listopada 201915:00 | Team Tvis Holstebro | [ 83 ] | Talent Pilzno | Gråkjær Arena, Holstebro |
| 23 listopada 201915:00 |                     | [ 83 ] |               | Gråkjær Arena, Holstebro |

| 23 listopada 201917:00 | Alpla HC Hard | [ 84 ] | BM Ciudad Encantada | Sporthalle am See, Hard |
| 23 listopada 201917:00 |               | [ 84 ] |                     | Sporthalle am See, Hard |

| 23 listopada 201918:00 | SL Benfica | [ 85 ] | RK Nexe Našice | Pavilhão da Luz Nº 2, Lizbona |
| 23 listopada 201918:00 |            | [ 85 ] |                | Pavilhão da Luz Nº 2, Lizbona |

| 23 listopada 201919:00 | ZTR Zaporoże | [ 86 ] | Grundfos Tatabánya KC | Yunost Sport Palace, Czelabińsk |
| 23 listopada 201919:00 |              | [ 86 ] |                       | Yunost Sport Palace, Czelabińsk |

| 23 listopada 201919:00 | Azoty-Puławy | [ 87 ] | Gwardia Opole | Hala MOSiR, Puławy |
| 23 listopada 201919:00 |              | [ 87 ] |               | Hala MOSiR, Puławy |

| 23 listopada 201919:30 | CB Ademar León | [ 88 ] | Balatonfüredi KSE | Palacio de los Deportes de León, León |
| 23 listopada 201919:30 |                | [ 88 ] |                   | Palacio de los Deportes de León, León |

| 23 listopada 201920:15 | Achilles Bocholt | [ 89 ] | Naturhouse La Rioja | Sporthal De Damburg, Bocholt |
| 23 listopada 201920:15 |                  | [ 89 ] |                     | Sporthal De Damburg, Bocholt |

| 23 listopada 201920:30 | USAM Nîmes Gard | [ 90 ] | Csurgói KK | Le Parnasse, Nîmes |
| 23 listopada 201920:30 |                 | [ 90 ] |            | Le Parnasse, Nîmes |

| 24 listopada 201916:00 | SC Magdeburg | [ 91 ] | NMC Górnik Zabrze | GETEC Arena, Magdeburg |
| 24 listopada 201916:00 |              | [ 91 ] |                   | GETEC Arena, Magdeburg |

| 24 listopada 201916:00 | Füchse Berlin | [ 92 ] | HK Malmö | Max-Schmeling-Halle, Berlin |
| 24 listopada 201916:00 |               | [ 92 ] |          | Max-Schmeling-Halle, Berlin |

| 24 listopada 201917:00 | ØIF Arendal | [ 93 ] | HBC Nantes | Sparebanken Sør Amfi, Grimstad |
| 24 listopada 201917:00 |             | [ 93 ] |            | Sparebanken Sør Amfi, Grimstad |

| 24 listopada 201918:00 | Bjerringbro-Silkeborg | [ 94 ] | Pfadi Winterthur | Jysk Arena, Silkeborg |
| 24 listopada 201918:00 |                       | [ 94 ] |                  | Jysk Arena, Silkeborg |

| 24 listopada 201918:00 | RK Metalurg Skopje | [ 95 ] | RK Gorenje Velenje | Jane Sandanski Arena, Skopje |
| 24 listopada 201918:00 |                    | [ 95 ] |                    | Jane Sandanski Arena, Skopje |

| 24 listopada 201918:00 | Olympiakos SFP Pireus | [ 96 ] | MT Melsungen | Melina Merkouri Rentis, Pireus |
| 24 listopada 201918:00 |                       | [ 96 ] |              | Melina Merkouri Rentis, Pireus |

| 24 listopada 2019 | PAUC Handball | [ 97 ] | Chambéry Savoie Handball |  |
| 24 listopada 2019 |               | [ 97 ] |                          |  |